# Disegno di Legge Levi-Prodi
Il disegno di Legge Levi-Prodi (giornalisticamente definito ammazzablog o ddL antiweb, comprendendo anche le modifiche susseguenti) è una proposta di legge per la riforma dell'editoria italiana.
Risalente al 3 agosto 2007, viene approvata dal Consiglio dei ministri il 12 ottobre 2007 (XV Legislatura) e prende il nome dal suo principale autore Ricardo Franco Levi e dell'allora presidente del Consiglio dei ministri Romano Prodi.
Il sopraggiunto cambio di governo e le molte critiche, interromperanno l'iter fino alla nuova ripresentazione in parlamento il 9 giugno 2008 da parte dello stesso deputato Ricardo Franco Levi, con piccole modifiche al testo precedente (XVI Legislatura). Pur avendo avuto l'avallo del consiglio dei ministri e manifestazioni favorevoli da più parlamentari, la proposta di legge non venne approvata in forma definitiva. L'iter al 23 marzo 2009 si trova allo stato di "assegnazione alla VII Commissione Cultura".

## I punti salienti della riforma proposta
Il disegno di legge ridefinisce i requisiti che un mezzo di informazione deve possedere per essere ritenuto un "prodotto editoriale", equiparando di fatto le testate giornalistiche informatiche a quelle cartacee. Ridistribuisce di conseguenza anche le modalità per accedere ai finanziamenti pubblici.
- Definisce il "prodotto editoriale" come: "[..] qualsiasi prodotto contraddistinto da finalità di informazione, di formazione, di divulgazione, di intrattenimento, che sia destinato alla pubblicazione, quali che siano la forma nella quale esso è realizzato e il mezzo con il quale esso viene diffuso" (art 2, comma 1).
- Definisce quindi le caratteristiche dell'"attività editoriale": "[...] si intende ogni attività diretta alla realizzazione e distribuzione di prodotti editoriali, nonché alla relativa raccolta pubblicitaria. L'esercizio dell'attività editoriale può essere svolto anche in forma non imprenditoriale per finalità non lucrative." (art 5).
- Qualsiasi prodotto che abbia tali caratteristiche deve iscriversi al Registro degli operatori di comunicazione.

Con tali definizioni, evidentemente, l'intero web italiano (blog, forum, siti culturali, e così via), ricadrebbe nell'obbligo di registrarsi al registro degli operatori di comunicazione, di nominare un direttore responsabile di testata, e di essere assoggettabile a più severi oneri legali.

## XV Legislatura
Non appena approvato dal Consiglio dei ministri, le critiche sul DDL esplodono a seguito della denuncia del sito Civile.it ripresa dall'intera blogsfera, tra cui Beppe Grillo.
A seguito di ciò, due degli stessi ministri che lo avevano approvato si dissociano dal disegno di legge: Antonio Di Pietro, ministro delle infrastrutture, e Paolo Gentiloni, ministro delle comunicazioni, ammettendo d'aver votato senza aver letto il provvedimento. Anche Pietro Folena, presidente della Commissione Cultura della Camera, si dichiara contrario alla norma.
Le successive modifiche al DDL che Ricardo Franco Levi promette con una lettera aperta, non hanno ripercussioni concrete e non smorzano quindi le polemiche. Critiche giungono anche dal prestigioso quotidiano britannico The Times che, con un articolo di forte sarcasmo (intitolato "Un assalto geriatrico ai blogger italiani"), accusa la proposta di legge d'essere figlia di legislatori che non comprendono nulla di innovazione e di internet, a causa della loro ignoranza ed eccessiva senilità.
Con la caduta del governo Prodi II agli inizi del 2008, l'iter della legge si arresta.

## XVI Legislatura
Nel giugno 2008, pochi mesi dopo l'inizio della XVI Legislatura, lo stesso Levi (rieletto come deputato del Partito Democratico), presenta un disegno di legge sull'editoria analogo al precedente. La nuova proposta di legge viene assegnata alla VII Commissione cultura il 6 novembre 2008.
A seguito di un'indagine del giornalista Luca Spinelli che denuncia la nuova legge e ne descrive i possibili effetti, il 10 novembre 2008 scoppia una polemica nazionale con le vibranti polemiche da parte di associazioni (Assoprovider, Altroconsumo...) e di noti giornalisti, tra i quali lo stesso Spinelli che definirà la norma «passibile di più interpretazioni e quindi potenzialmente molto pericolosa», approfondendo la situazione in un successivo editoriale a cui si allineeranno le critiche di altri opinionisti e politici come Vincenzo Vita, Giuseppe Giulietti, Gad Lerner, Pino Scaccia, Beppe Grillo, Mina Welby, ed altri.
Dopo lo scoppio delle polemiche e a seguito delle notevoli proteste dalla Rete, il deputato Ricardo Franco Levi dichiara con un comunicato stampa e in un intervento alla Camera l'intento di «cancellare dal testo il breve capitolo su internet». Ricevendo, tuttavia, ulteriori critiche per la presa di posizione poco chiara e non seguita da fatti.
La norma si trova allo stato in fase di "assegnazione alla VII Commissione Cultura".